# Franz Nölken

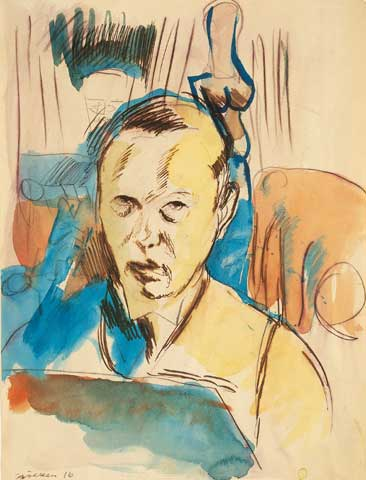
Autorretrato, 1916

Franz Nölken (Hamburgo, 5 de maio de 1884—La Capelle, 4 de novembro de 1918) foi um pintor alemão, adscrito ao expressionismo. Foi membro de Die Brücke.

## Obras
- Na fonte, 1904
- Retrato de Ernst Rump, 1905
- Quarto de trabalho, aquarela, 1905
- Natureza-morta floral, óleo sobre tela, 1906
- Autorretrato, óleo sobre tela, 1908
- Ninhos no parque, óleo sobre tela, 1909
- Max Reger no trabalho, óleo sobre tela, 1913
- Vista do estudo de Nölken, Wallstraße em Hamburgo, óleo sobre tela, 1914
- Auto-retrato, 1914
- Auto-retrato, aquarela, 1916
- Mulher nua sentada, Aquarela, 1916